# Félix Gaudy
Pour les articles homonymes, voir Gaudy.
Félix Gaudy, né le 3 mai 1832 à Besançon (Doubs) et mort le 19 août 1895 à Enghien-les-Bains (Val-d'Oise), est un homme politique français.

## Biographie
Propriétaire terrien, fondateur du journal « Le républicain de l'Est », il est maire de Vuillafans. Candidat aux législatives de 1871, il est battu, mais est élu en janvier 1872 lors d'une élection partielle. Il prend place au groupe de l'Union républicaine et soutient le gouvernement de Thiers. Député de 1876 à 1885, il soutient les majorités de gauche et fait partie des 363 qui refusent la confiance au gouvernement de Broglie.
Il est sénateur du Doubs de 1885 à 1895, inscrit au groupe de l'Union républicaine.

## Sources
- « Félix Gaudy », dans Adolphe Robert et Gaston Cougny, Dictionnaire des parlementaires français, Edgar Bourloton, 1889-1891 [détail de l’édition]
- « Félix Gaudy », dans le Dictionnaire des parlementaires français (1889-1940), sous la direction de Jean Jolly, PUF, 1960 [détail de l’édition]